# Juraj Chupač
Juraj Chupáč (* 17. března 1988, Kysucký Lieskovec) je slovenský obránce, v současnosti působící v klubu MŠK Žilina.

## Fotbalová kariéra
Svoji fotbalovou kariéru začal v MŠK Žilina. Mezi jeho další kluby patří: MFK Dubnica, FK Baník Sokolov, FK Dukla Banská Bystrica a MFK Košice. V roce 2010 odehrál jedno utkání za slovenskou reprezentaci do 21 let.